# 瓦勒湖

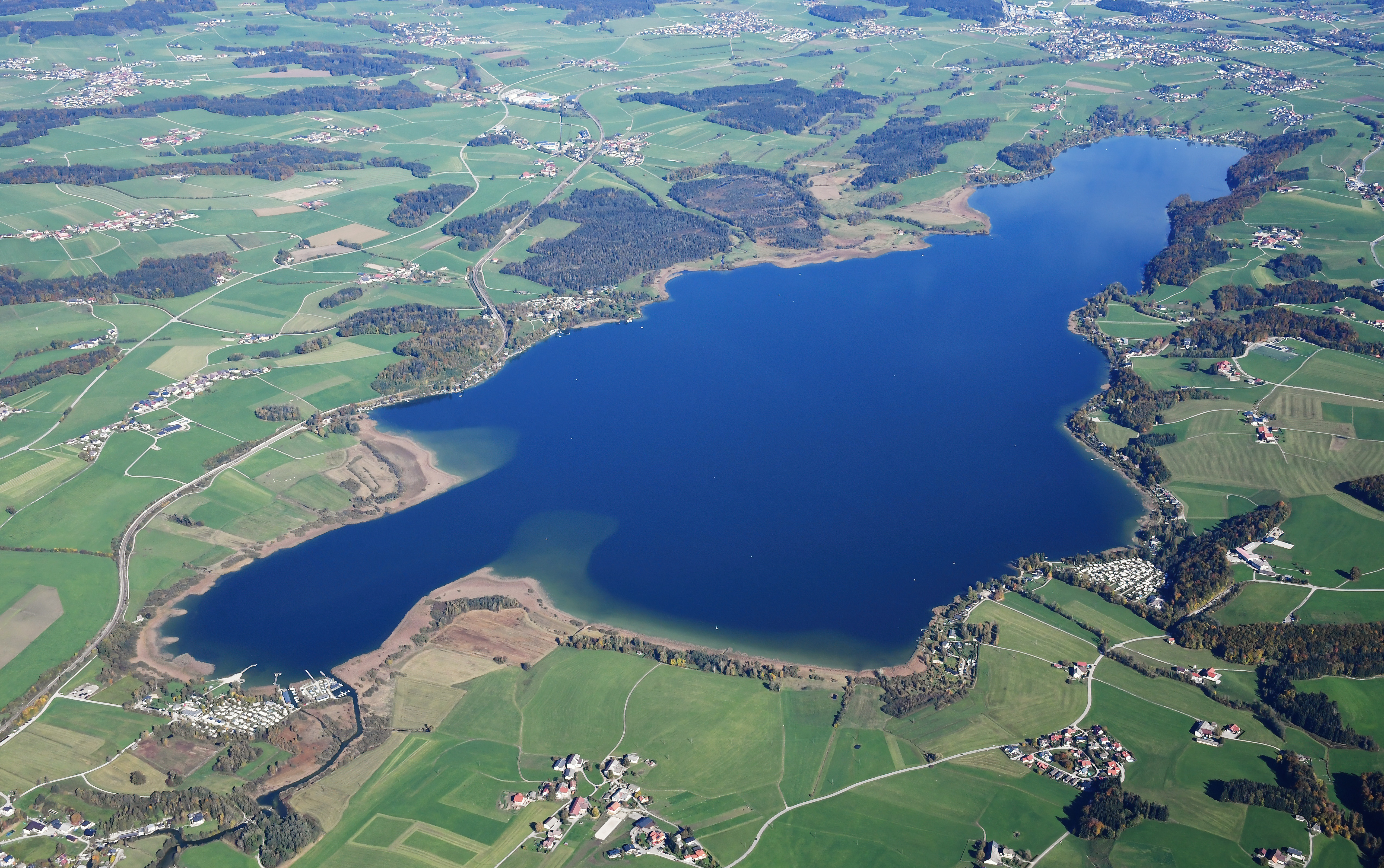

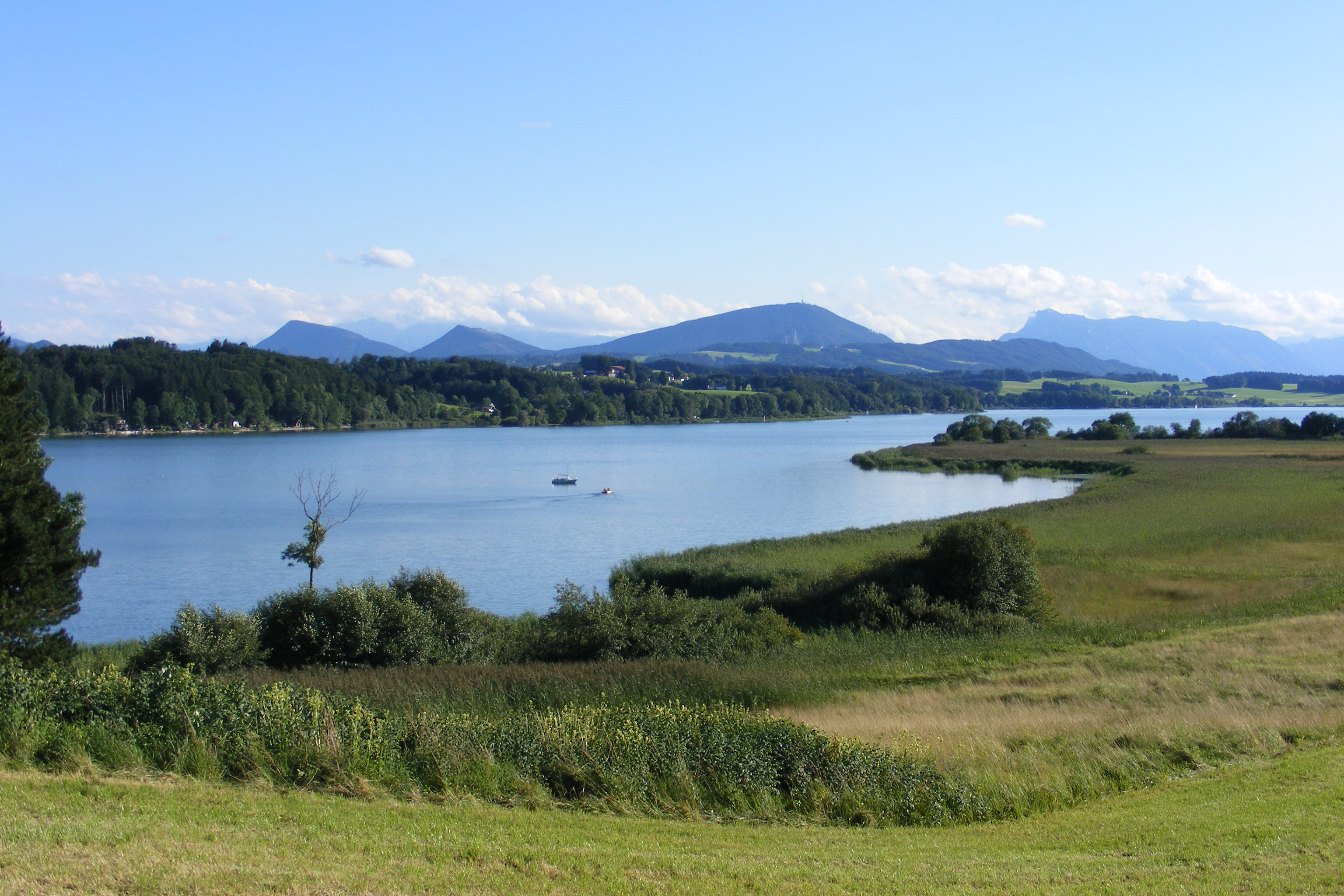

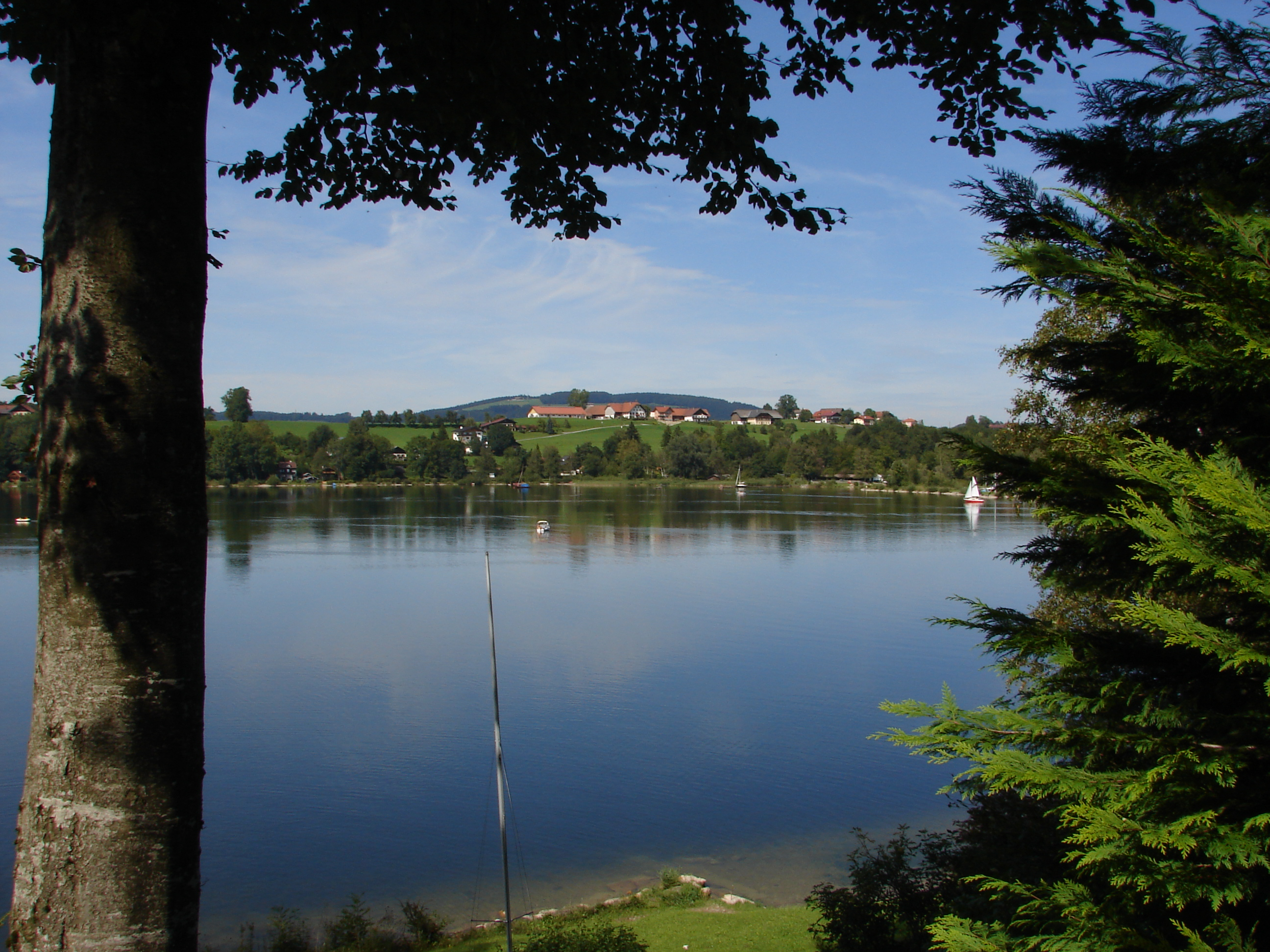

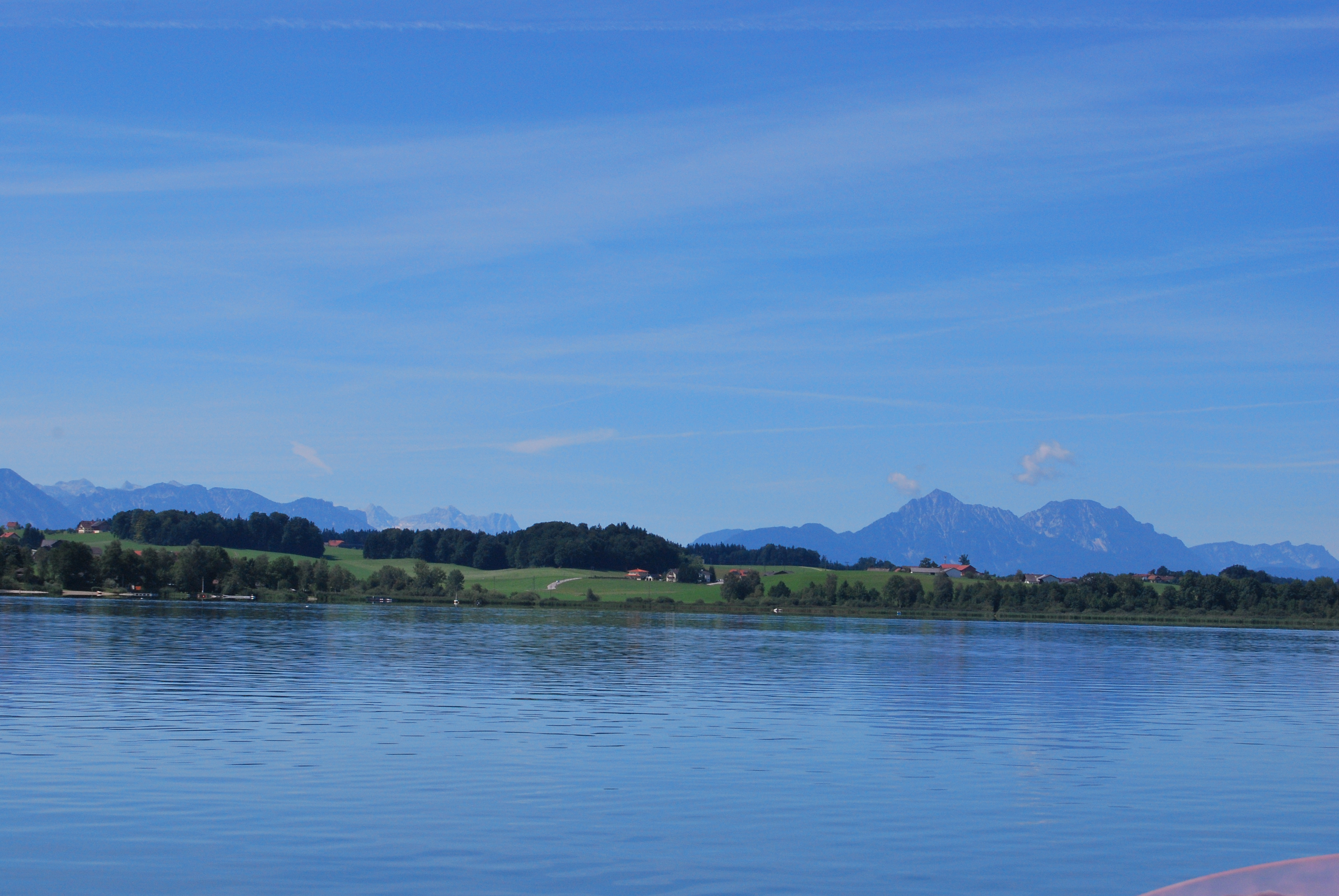

瓦勒湖是奧地利的湖泊，由薩爾斯堡州負責管轄，長5.7公里、寬1.9公里，面積6.4平方公里，集水區面積109平方公里，海拔高度505米，最大水深23米，蓄水量0.8億立方米。

## 外部連結
- Geografische Informationen zum Wallersee auf der Website der Salzburger Landesregierung